# Dekanat Chorzów
Dekanat Chorzów – jeden z 37 dekanatów katolickich w archidiecezji katowickiej. W jego skład wchodzi obecnie 7 parafii miejskich w Chorzowie. Został utworzony w 1908 r.
Dziekan: ks. prof.  UE dr hab. Rafał Śpiewak.

## Parafie
| Lp | Parafia                                                              | Data powstania    | Proboszcz                | Adres                                   | Zdjęcie |
| -- | -------------------------------------------------------------------- | ----------------- | ------------------------ | --------------------------------------- | ------- |
| 1  | Chorzów św. Barbary                                                  | 21 listopada 1852 | ks. Zygmunt Błaszczok    | ul. 3 Maja 18 41-500 Chorzów            |         |
| 2  | Chorzów św. Floriana                                                 | 11 marca 1957     | ks. Damian Gajdzik       | ul. ks. Konrada Szwedy 1 41-500 Chorzów |         |
| 3  | Chorzów św. Jadwigi Śląskiej                                         | 7 czerwca 1893    | ks. Emanuel Pietryga     | ul. Wolności 51 41-500 Chorzów          |         |
| 4  | Chorzów św. Józefa                                                   | 9 stycznia 1913   | ks. Rafał Śpiewak        | ul. Łagiewnicka 17 41-500 Chorzów       |         |
| 5  | Chorzów św. Wawrzyńca                                                | 15 września 1978  | ks. Eugeniusz Błaszczyk  | ul. Konopnickiej 29 41-500 Chorzów      |         |
| 6  | Chorzów – Chorzów Stary św. Marii Magdaleny                          | przed 1326        | ks. Krzysztof Skiba      | ul. Bożogrobców 31 41- 503 Chorzów      |         |
| 7  | Chorzów – Maciejkowice Matki Bożej Nieustającej Pomocy i św. Rozalii | 11 grudnia 1984   | ks. Waldemar Maciejewski | ul. Brzezińska 3 41-500 Chorzów         |         |